# زي كارلوس (لاعب كرة قدم برتغالي)
زي كارلوس هو لاعب كرة قدم برتغالي، ولد في 31 يوليو 1998 في Lousada ‏ في البرتغال.

## وصلات خارجية
- زي كارلوس (لاعب كرة قدم برتغالي) على موقع قاعدة بيانات كرة القدم.إي يو (الإنجليزية)
- زي كارلوس (لاعب كرة قدم برتغالي) على موقع Soccerway.com (الإنجليزية)